# Мансура
Мансура е град в област Дакахлия, Египет. Населението на Мансура е 450 000 жители (2008 г.) Намира се в същата часова зона като България – UTC+2 на 120 км североизточно от Кайро на десния бряг на река Нил. Името му означава Победоностния град. Срещу Мансура се намира и друг град с който образуват метрополен регион. В градът се намира и едноименния Мансурски университет и стадион със същото име.

## Личности
- Ум Кулсум, певица и актриса